# Алекс Гасселл
Александер Стівен Гасселл (англ. Alexander 'Alex' Stephen Hassell; нар. 7 вересня 1980) — англійський актор, співзасновник британської театральної компанії The Factory Theatre Company. Зіграв ролі у фільмах «Бонкери» (2007), «Субурбікон» та серіалах «Мініатюрист» (2017), «Геній» (2018), «Хлопаки» (2019), «Ковбой Бібоп» (2021) та «Темні матерії» (2022).

## Раннє життя та освіта
Народився в Саутенді, Англія, молодший із чотирьох дітей у родині вікарія. Після завершення навчання в середній школі Moulsham у Челмсфорді, Ессекс, він ще два з половиною роки вивчав акторську майстерність у Центральній школі сценічної мови та драматичного мистецтва.

## Кар'єра
З'явився в ряді сценічних ролей, останнім часом як Гел у п'єсах «Генріх IV» (частини перша та друга) і «Генріх V» — для Королівської шекспірівської трупи. Він є співзасновником театральної компанії The Factory Theatre Company, покровителями якої є титуловані актори Юен Мак-Грегор, Білл Наї, Марк Райленс та Емма Томпсон.
Дебют Гасселла на телебаченні відбувся у 2001 році в епізоді серіалу «Королева мечів». Його перша голлівудська роль була у фільмі Джорджа Клуні «Субурбікон» (2017), в акторському складі якого були Метт Деймон і Джуліанн Мур; пізніше того ж року він з'явився разом із Анею Тейлор-Джой у своїй першій великій телевізійній ролі — в адаптації каналу BBC роману Джессі Бертон «Мініатюрист» 2014 року, яка вперше вийшла в ефір на День подарунків 2017 року.
У 2019 році він з'явився в ролі Прозорого в першому сезоні серіалу «Хлопаки» (2019) на Amazon Prime Video та зіграв Порочного (Вішуса) в серіалі Netflix «Ковбой Бібоп» у 2021 році, а також зіграв Метатрона в останньому сезоні фентезійного серіалу BBC та HBO «Темні матерії» (2022).

## Вибрана фільмографія
| Рік  | Назва            | Роль                 | Примітки                   |
| ---- | ---------------- | -------------------- | -------------------------- |
| 2003 | Холодна гора     |                      |                            |
| 2006 | Робін Гуд        | другий шериф         | 2 серії                    |
| 2006 | Торчвуд          | Марк Лінч            | 1 серія                    |
| 2007 | Бонкери          | Фелікс Неш           | 6 серій                    |
| 2011 | Анонім           | Спенсер              |                            |
| 2014 | Мовчазний свідок | Саймон Тернер        | 2 серії                    |
| 2017 | Субурбікон       | Луїс                 |                            |
| 2017 | Мініатюрист      | Йоганнес Брандт      | 3 серії                    |
| 2019 | Хлопаки          | Прозорий             | 3 серії                    |
| 2021 | Трагедія Макбета | Росс                 |                            |
| 2021 | Ковбой Бібоп     | Порочний             | 10 серій                   |
| 2022 | Люта нічка       | Джейсон Лайтстоун    |                            |
| 2022 | Темні матерії    | Метатрон             | Головна роль у телесеріалі |
| 2023 | Замкнена         | Доктор Роберт        |                            |
| 2023 | Усе й зараз      | Рік                  | Головна роль у телесеріалі |
| 2024 | Суперники        | Руперт Кемпбелл-Блек | Головна роль у телесеріалі |